# 2. ceremonia wręczenia Węży
2. ceremonia rozdania Węży – gala rozdania antyngaród filmowych przyznawanych najgorszym polskim filmom za rok 2012. Nominacje ogłoszono 4 marca 2013 roku, a ceremonia odbyła się 14 kwietnia w warszawskim Teatrze IMKA. Podczas drugiej ceremonii po raz pierwszy wręczono nagrodę za całokształt twórczości oraz za najgorszy efekt specjalny.
Na potrzeby gali został stworzony zwiastun pięciu filmów nominowanych do nagrody Wielkiego Węża 2013, którego twórcą filmu jest Cyber Marian.

## Nominowani

### Najgorszy film
- Kac Wawa
  - Big Love
  - Bitwa pod Wiedniem
  - Komisarz Blond i Oko sprawiedliwości
  - Sztos 2

### Najgorsza aktorka
- Marta Żmuda Trzebiatowska jako Elsa Krause – Hans Kloss. Stawka większa niż śmierć
  - Alicja Bachleda-Curuś jako księżna Eleonora Lotaryńska – Bitwa pod Wiedniem
  - Sonia Bohosiewicz jako Marta – Kac Wawa
  - Roma Gąsiorowska jako Sandra – Kac Wawa

### Najgorszy aktor
- Borys Szyc jako Andrzej – Kac Wawa
  - Piotr Adamczyk jako Leopold I Habsburg – Bitwa pod Wiedniem
  - Mariusz Pujszo jako Jerzy Słomka – Kac Wawa
  - Mariusz Pujszo jako Jan Blond – Komisarz Blond i Oko sprawiedliwości

### Najgorszy duet na ekranie
- Sonia Bohosiewicz i Borys Szyc – Kac Wawa
  - Aleksandra Hamkało i Antoni Pawlicki – Big Love
  - Marta Żmuda-Trzebiatowska i Tomasz Kot – Hans Kloss. Stawka większa niż śmierć
  - Przemysław Bluszcz i Mirosław Zbrojewicz – Kac Wawa
  - Olga Bołądź i Michał Żebrowski – Nad życie

### Najgorsza reżyseria
- Łukasz Karwowski – Kac Wawa
  - Barbara Białowąs – Big Love
  - Patryk Vega – Hans Kloss. Stawka większa niż śmierć
  - Paweł Czarzasty – Komisarz Blond i Oko sprawiedliwości
  - Olaf Lubaszenko – Sztos 2

### Najgorszy scenariusz
- Piotr Czaja, Jacek Samojłowicz i Krzysztof Węglarz – Kac Wawa
  - Barbara Białowąs – Big Love
  - Mariusz Pujszo i Krzysztof Węglarz – Komisarz Blond i Oko sprawiedliwości
  - Patrycja Nowak i Michał Zasowski – Nad życie
  - Jerzy Kolasa i Olaf Lubaszenko – Sztos 2

### Komedia, która nie śmieszy
- Kac Wawa
  - Komisarz Blond i Oko sprawiedliwości
  - Od pełni do pełni
  - Sztos 2
  - Twoja stara: Baśń

### Najgorszy efekt specjalny
- Rozpaczliwy wilk – Bitwa pod Wiedniem
  - Atak na Wiedeń/wybuchy – Bitwa pod Wiedniem
  - Multiplikacja żołnierzy – Bitwa pod Wiedniem
  - Lot kuli – Kac Wawa
  - Waląca się latarnia morska – Hans Kloss. Stawka większa niż śmierć

### Żenująca scena
- Mariusz Pujszo kopulujący (z poduszką) – Kac Wawa
  - Alicja Bachleda-Curuś obnażająca pierś do leczenia – Bitwa pod Wiedniem
  - Michał Milowicz biegający do toalety/z biegunką – Kac Wawa
  - Mariusz Pujszo reanimujący królika – Komisarz Blond i Oko sprawiedliwości

### Występ poniżej godności
- Marian Dziędziel jako Jan Kwiatkowski – Komisarz Blond i Oko sprawiedliwości
  - Piotr Adamczyk jako Leopold I Habsburg – Bitwa pod Wiedniem
  - Sonia Bohosiewicz jako Marta – Kac Wawa
  - Roma Gąsiorowska jako Sandra – Kac Wawa
  - Borys Szyc jako Andrzej – Kac Wawa

### Najgorszy plakat
- Sztos 2
  - Ixjana
  - Komisarz Blond i Oko sprawiedliwości
  - Nad życie
  - Twoja stara: Baśń

### Nagroda za całokształt twórczości
- Mariusz Pujszo

## Podsumowanie liczby nominacji
(Minimum dwóch nominacji)
16: Kac Wawa
9: Bitwa pod Wiedniem
8: Komisarz Blond i Oko sprawiedliwości
5: Sztos 2
4: Big Love, Hans Kloss. Stawka większa niż śmierć
3: Nad życie
2: Twoja stara: Baśń